# Alessandro Blasetti
Alessandro Blasetti (Rome, 3 juli 1900 – aldaar, 1 februari 1987) was een Italiaans filmregisseur en scenarist. Hij draaide 35 langspeelfilms, aanvankelijk hoofdzakelijk drama's, later meer en meer komedies. Hij wordt beschouwd als de enige belangrijke cineast, samen met Mario Camerini, uit het Mussolinitijdperk. 
Hij beïnvloedde mede het Italiaans neorealisme. Hij bracht ook het filmkoppel Sophia Loren - Marcello Mastroianni voor het eerst samen. In enkele films heeft hij zichzelf gespeeld, onder meer in Bellissima van Luchino Visconti. Hierin verscheen hij in de scène waar de dochter van hoofdrolspeelster Anna Magnani een auditie ging doen in Cinecittà.

## Leven en werk

### Opleiding en filmcriticus
Nadat Blasetti school had gelopen op de militaire academie in Rome (1917-1918), ging hij rechten studeren aan de Universiteit van Rome. Hij huwde in 1923, ging aan de slag als bankbediende en studeerde af in 1924. Zijn passie voor film zorgde ervoor dat hij in 1925 een filmrubriek opstartte in L'Impero, onder de naam Lo Schermo. Het was de allereerste filmrubriek die in een Italiaanse krant verscheen. In 1927 richtte hij cinematografo (1927-1931) op, net als Lo Spettacolo d'Italia (1927-1928). Tot 1928 schreef hij veel, zowel voor zijn eigen bladen als voor anderen.

### Filmregisseur

#### Wegbereider van het neorealisme
Met de financiële steun van zijn lezers richtte hij in 1928 de productiecoöperatieve Augustus op en stapte hij over naar het regisseren. Zijn eerste (nog stomme) film, het drama Sole, was al een succes, niet in de laatste plaats omdat hij er de drooglegging van moerasgronden in ter sprake bracht, een thema dat het fascistisch regime nauw aan het hart lag. De film wordt beschouwd als een voorloper van het neorealisme. Van deze film zijn slechts enkele taferelen overgebleven. Twee andere films van Blasetti, het historisch drama 1860 (1934) en de tragikomedie Quattro passi fra le nuvole (1942), zouden later zijn naam als wegbereider van het neorealisme bevestigen.

#### Komedies en Gino Cervi
Met zijn derde film, Nerone (1930), een parodie op het keizerlijke Rome van Nero, bewees hij dat hij ook komische films kon verwezenlijken.  Met de avonturenkomedie Un'avventura di Salvator Rosa (1939) bracht hij een van de succesrijkste Italiaanse films van de jaren dertig op het grote scherm. Gino Cervi, met wie hij 7 films maakte, speelde de titelrol.
Cervi vertolkte ook een hoofdrol in Quattro passi fra le nuvole (1942), de film waardoor Blasetti bekend zou blijven, en in groots opgezette succesvolle producties zoals La corona di ferro (1941), een avonturenfilm, en Fabiola (1949), een prestigieus opgezette sandalenfilm.

#### Fascistische bijval
In 1934 draaide hij het drama Vecchia guardia, een film die de sfeer op de vooravond van de Mars op Rome opriep in een voor de fascistische zaak gewonnen familie. De prent gaat door voor de bekendste fascistisch geïnspireerde Italiaanse film en viel erg in de smaak van Hitler.

#### De jaren vijftig
Het genre van de komedie verfijnde hij pas in de jaren vijftig. Hij deed daartoe een beroep op rasacteurs zoals Vittorio De Sica en Marcello Mastroianni. Met Peccato che sia una canaglia (1954) en La fortuna di essere donna (1956) leverde hij twee sprankelende komedies af. Sophia Loren en Marcello Mastroianni speelden er voor het eerst samen. Het scenario van beide komedies vloeide uit de pen van Suso Cecchi D'Amico. Als een der eersten deed hij het genre van de anthologiefilm opbloeien, een genre dat heel populair werd in Italië. Na Altri tempi (Zibaldone n. 1) (1952) en het vervolg Tempi nostri (Zibaldone n. 2) (1954) volgde nog zijn aandeel in de collectieve sketchenfilm Le quattro verità (1962) waarin vier cineasten een fabel van Jean de La Fontaine verfilmden.

### Televisie
Vanaf 1962 werkte hij ook voor de televisie. Opmerkelijk waren de tweedelige film Napoli 1860 : la fine dei Borboni (1970) en de driedelige miniserie Racconti di fantascienza (1979).
In 1967 was hij voorzitter van de jury op het Filmfestival van Cannes.
Blasetti stierf in 1987 op 86-jarige leeftijd.

## Filmografie

### Regisseur van langspeelfilms
- 1929 - Sole
- 1930 - Resurrectio
- 1930 - Nerone
- 1931 - Terra madre
- 1931 - Palio
- 1932 - La tavola dei poveri
- 1933 - Il caso Haller
- 1934 - 1860
- 1934 - L'impiegata di papà
- 1934 - Vecchia guardia
- 1935 - Aldebaran
- 1937 - Contessa di Parma
- 1938 - Ettore Fieramosca
- 1939 - Retroscena
- 1939 - Un'avventura di Salvator Rosa
- 1941 - La corona di ferro
- 1941 - La cena delle beffe
- 1942 - Quattro passi fra le nuvole
- 1943 - Nessuno torna indietro
- 1945 - Un giorno nella vita
- 1949 - Fabiola
- 1950 - Prima comunione
- 1952 - Altri tempi (Zibaldone n. 1)
- 1952 - La fiammata
- 1954 - Tempi nostri (Zibaldone n. 2)
- 1954 - Peccato che sia una canaglia (naar het kortverhaal Il fanatico van Alberto Moravia)
- 1956 - La fortuna di essere donna
- 1957 - Amore e chiacchiere (Salviamo il panorama)
- 1958 - Europa di notte  (documentaire)
- 1961 - Io amo, tu ami... (documentaire)
- 1962 - Le quattro verità (episode La lepre e la tartaruga) (naar de fabels van Jean de La Fontaine)
- 1963 - Liolà (naar het gelijknamige toneelstuk van Luigi Pirandello)
- 1966 - Io, io, io... e gli altri
- 1967 - La ragazza del bersagliere
- 1969 - Simon Bolivar

### Acteur
- 1935 - Aldebaran (enige fictierol, verschijning van enkele seconden)
- 1951 - Bellissima (Luchino Visconti) (zichzelf)
- 1961 - Una vita difficile (Dino Risi) (zichzelf)
- 1977 - Il mistero di Cinecittà (Mario Ferrero) (zichzelf)

## Prijzen
- 1941 - La corona di ferro : Coppa Mussolini voor Beste Italiaanse film op het Filmfestival van Venetië
- 1946 - Un giorno nella vita : Nastro d'Argento voor Beste regisseur
- 1951 - Prima comunione : Nastro d'Argento voor Beste regisseur en Beste scenario
- 1963 - Premi David di Donatello : Targa d'oro
- 1966 - Io, io, io... e gli altri : David di Donatello per il miglior regista
- 1982 - Gouden Leeuw voor een ganse carrière op het Filmfestival van Venetië